# Endel Tulving
Endel Tulving (ur. 26 maja 1927 w Estonii, zm. 11 września 2023) – kanadyjski psycholog estońskiego pochodzenia. Jego prace dotyczące pamięci ludzkiej miały silny wpływ na rozwój tej dziedziny wiedzy i to zarówno pod względem teoretycznym, jak i empirycznym. Wyróżnił dwa rodzaje pamięci: pamięć epizodyczną i pamięć semantyczną. Ta pierwsza dotyczy zdarzeń przeżytych bezpośrednio przez jednostkę. Z kolei ta druga dotyczy wiedzy zobiektywizowanej, zawartej w języku.
Psycholog Larry Squire, tworząc własną klasyfikację, zliczył oba rodzaje pamięci wyróżnione przez Tulvinga do kategorii pamięci deklaratywnej. 